# Precis albofasciata
Precis albofasciata är en fjärilsart som beskrevs av Suffert 1904. Precis albofasciata ingår i släktet Precis och familjen praktfjärilar. Inga underarter finns listade i Catalogue of Life.